# Tour de Wallonie 2018
La 45e édition du Tour de Wallonie a lieu du 22 au 26 juillet 2018. La course fait partie du calendrier UCI Europe Tour 2018 en catégorie 2.HC, et fut remportée par Tim Wellens.

## Présentation

### Équipes
Vingt équipes participent à ce Tour de Wallonie - six WorldTeams, onze équipes continentales professionnelles et trois équipes continentales :
| WorldTeams (7)- AG2R La Mondiale - BMC Racing Team - Groupama-FDJ - Katusha-Alpecin - Lotto NL-Jumbo - Lotto Soudal - Quick-Step Floors Équipes continentales professionnelles (11)- Aqua Blue Sport - Cofidis, Solutions Crédits - Delko-Marseille Provence-KTM - Direct Énergie - Fortuneo-Samsic - Gazprom-RusVelo - Roompot-Nederlandse Loterij - Sport Vlaanderen-Baloise - Vérandas Willems-Crelan - Wanty-Groupe Gobert - WB-Aqua Protect-Veranclassic Équipes continentales (3)- AGO-Aqua Service - Armée de terre - Telenet-Fidea Lions |
| |

## Étapes
| Étape     | Date      | Villes étapes                      | type            | Distance (km) | Vainqueur d'étape    | Leader du classement général |
| --------- | --------- | ---------------------------------- | --------------- | ------------- | -------------------- | ---------------------------- |
| 1re étape | 28 juill. | Stavelot – Marchin                 | étape de plaine | 192,7         | Romain Cardis        | Romain Cardis                |
| 2e étape  | 29 juill. | Chaudfontaine – Seraing            | étape vallonnée | 192,8         | Tim Wellens          | Tim Wellens                  |
| 3e étape  | 30 juill. | Arlon – Houffalize                 | étape vallonnée | 181,4         | Odd Christian Eiking | Tim Wellens                  |
| 4e étape  | 31 juill. | Ville de Bruxelles – Profondeville | étape vallonnée | 164,1         | Quinten Hermans      | Quinten Hermans              |
| 5e étape  | 1 août    | Chièvres – Thuin                   | étape vallonnée | 185,1         | Jens Debusschere     | Tim Wellens                  |

## Déroulement de la course

### 1reétape
| \| Classement de l'étape \| Classement de l'étape \| Classement de l'étape \| Classement de l'étape \| Classement de l'étape \| \| Coureur \| Coureur \| Pays \| Équipe \| Temps \| \| --------------------- \| ---------------------- \| --------------------- \| --------------------------- \| --------------------- \| \| 1er \| Romain Cardis \| France \| Direct Énergie \| 4 h 25 min 57 s \| \| 2e \| Michael Van Staeyen \| Belgique \| Cofidis, Solutions Crédits \| + 0 s \| \| 3e \| Edward Planckaert \| Belgique \| Sport Vlaanderen-Baloise \| + 0 s \| \| 4e \| Viatcheslav Kouznetsov \| Russie \| Katusha-Alpecin \| + 0 s \| \| 5e \| Jonas Van Genechten \| Belgique \| Vital Concept \| + 0 s \| \| 6e \| Corné van Kessel \| Pays-Bas \| Telenet-Fidea Lions \| + 0 s \| \| 7e \| Nick van der Lijke \| Pays-Bas \| Roompot-Nederlandse Loterij \| + 0 s \| \| 8e \| Zico Waeytens \| Belgique \| Verandas Willems-Crelan \| + 0 s \| \| 9e \| Hugo Hofstetter \| France \| Cofidis, Solutions Crédits \| + 0 s \| \| 10e \| Tom Wirtgen \| Luxembourg \| AGO-Aqua Service \| + 0 s \| |                        |            |                             |                 |
| |                        |            |                             |                 |
| Source : ProCyclingStats |                        |            |                             |                 |
| Classement de l'étape |                        |            |                             |                 |
| Coureur | Coureur                | Pays       | Équipe                      | Temps           |
| 1er | Romain Cardis          | France     | Direct Énergie              | 4 h 25 min 57 s |
| 2e | Michael Van Staeyen    | Belgique   | Cofidis, Solutions Crédits  | + 0 s           |
| 3e | Edward Planckaert      | Belgique   | Sport Vlaanderen-Baloise    | + 0 s           |
| 4e | Viatcheslav Kouznetsov | Russie     | Katusha-Alpecin             | + 0 s           |
| 5e | Jonas Van Genechten    | Belgique   | Vital Concept               | + 0 s           |
| 6e | Corné van Kessel       | Pays-Bas   | Telenet-Fidea Lions         | + 0 s           |
| 7e | Nick van der Lijke     | Pays-Bas   | Roompot-Nederlandse Loterij | + 0 s           |
| 8e | Zico Waeytens          | Belgique   | Verandas Willems-Crelan     | + 0 s           |
| 9e | Hugo Hofstetter        | France     | Cofidis, Solutions Crédits  | + 0 s           |
| 10e | Tom Wirtgen            | Luxembourg | AGO-Aqua Service            | + 0 s           |

| \| Classement général \| Classement général \| Classement général \| Classement général \| Classement général \| \| Coureur \| Coureur \| Pays \| Équipe \| Temps \| \| ------------------ \| ---------------------- \| ------------------ \| ------------------------------ \| ------------------ \| \| 1er \| Romain Cardis \| France \| Direct Énergie \| 4 h 25 min 47 s \| \| 2e \| Quinten Hermans \| Belgique \| Telenet-Fidea Lions \| + 3 s \| \| 3e \| Michael Van Staeyen \| Belgique \| Cofidis, Solutions Crédits \| + 4 s \| \| 4e \| Edward Planckaert \| Belgique \| Sport Vlaanderen-Baloise \| + 6 s \| \| 5e \| Steven Tronet \| France \| Armée de terre \| + 8 s \| \| 6e \| Michael Boroš \| Tchéquie \| Pauwels Sauzen-Vastgoedservice \| + 9 s \| \| 7e \| Viatcheslav Kouznetsov \| Russie \| Katusha-Alpecin \| + 10 s \| \| 8e \| Jonas Van Genechten \| Belgique \| Vital Concept \| + 10 s \| \| 9e \| Corné van Kessel \| Pays-Bas \| Telenet-Fidea Lions \| + 10 s \| \| 10e \| Nick van der Lijke \| Pays-Bas \| Roompot-Nederlandse Loterij \| + 10 s \| |                        |          |                                |                 |
| |                        |          |                                |                 |
| Source : ProCyclingStats |                        |          |                                |                 |
| Classement général |                        |          |                                |                 |
| Coureur | Coureur                | Pays     | Équipe                         | Temps           |
| 1er | Romain Cardis          | France   | Direct Énergie                 | 4 h 25 min 47 s |
| 2e | Quinten Hermans        | Belgique | Telenet-Fidea Lions            | + 3 s           |
| 3e | Michael Van Staeyen    | Belgique | Cofidis, Solutions Crédits     | + 4 s           |
| 4e | Edward Planckaert      | Belgique | Sport Vlaanderen-Baloise       | + 6 s           |
| 5e | Steven Tronet          | France   | Armée de terre                 | + 8 s           |
| 6e | Michael Boroš          | Tchéquie | Pauwels Sauzen-Vastgoedservice | + 9 s           |
| 7e | Viatcheslav Kouznetsov | Russie   | Katusha-Alpecin                | + 10 s          |
| 8e | Jonas Van Genechten    | Belgique | Vital Concept                  | + 10 s          |
| 9e | Corné van Kessel       | Pays-Bas | Telenet-Fidea Lions            | + 10 s          |
| 10e | Nick van der Lijke     | Pays-Bas | Roompot-Nederlandse Loterij    | + 10 s          |

### 2eétape
| \| Classement de l'étape \| Classement de l'étape \| Classement de l'étape \| Classement de l'étape \| Classement de l'étape \| \| Coureur \| Coureur \| Pays \| Équipe \| Temps \| \| --------------------- \| ---------------------- \| --------------------- \| ------------------------ \| --------------------- \| \| 1er \| Tim Wellens \| Belgique \| Lotto-Soudal \| 4 h 06 min 56 s \| \| 2e \| Pieter Serry \| Belgique \| Quick-Step Floors \| + 0 s \| \| 3e \| Quentin Pacher \| France \| Vital Concept \| + 0 s \| \| 4e \| Jhonatan Narváez \| Équateur \| Quick-Step Floors \| + 0 s \| \| 5e \| Odd Christian Eiking \| Norvège \| Wanty-Groupe Gobert \| + 0 s \| \| 6e \| Viatcheslav Kouznetsov \| Russie \| Katusha-Alpecin \| + 0 s \| \| 7e \| Frederik Backaert \| Belgique \| Wanty-Groupe Gobert \| + 0 s \| \| 8e \| Fabio Aru \| Italie \| UAE Team Emirates \| + 0 s \| \| 9e \| Kevin Deltombe \| Belgique \| Sport Vlaanderen-Baloise \| + 0 s \| \| 10e \| Enric Mas \| Espagne \| Quick-Step Floors \| + 0 s \| |                        |          |                          |                 |
| |                        |          |                          |                 |
| Source : ProCyclingStats |                        |          |                          |                 |
| Classement de l'étape |                        |          |                          |                 |
| Coureur | Coureur                | Pays     | Équipe                   | Temps           |
| 1er | Tim Wellens            | Belgique | Lotto-Soudal             | 4 h 06 min 56 s |
| 2e | Pieter Serry           | Belgique | Quick-Step Floors        | + 0 s           |
| 3e | Quentin Pacher         | France   | Vital Concept            | + 0 s           |
| 4e | Jhonatan Narváez       | Équateur | Quick-Step Floors        | + 0 s           |
| 5e | Odd Christian Eiking   | Norvège  | Wanty-Groupe Gobert      | + 0 s           |
| 6e | Viatcheslav Kouznetsov | Russie   | Katusha-Alpecin          | + 0 s           |
| 7e | Frederik Backaert      | Belgique | Wanty-Groupe Gobert      | + 0 s           |
| 8e | Fabio Aru              | Italie   | UAE Team Emirates        | + 0 s           |
| 9e | Kevin Deltombe         | Belgique | Sport Vlaanderen-Baloise | + 0 s           |
| 10e | Enric Mas              | Espagne  | Quick-Step Floors        | + 0 s           |

| \| Classement général \| Classement général \| Classement général \| Classement général \| Classement général \| \| Coureur \| Coureur \| Pays \| Équipe \| Temps \| \| ------------------ \| ---------------------- \| ------------------ \| ------------------------ \| ------------------ \| \| 1er \| Tim Wellens \| Belgique \| Lotto-Soudal \| 8 h 32 min 43 s \| \| 2e \| Pieter Serry \| Belgique \| Quick-Step Floors \| + 4 s \| \| 3e \| Quentin Pacher \| France \| Vital Concept \| + 6 s \| \| 4e \| Viatcheslav Kouznetsov \| Russie \| Katusha-Alpecin \| + 10 s \| \| 5e \| Jhonatan Narváez \| Équateur \| Quick-Step Floors \| + 10 s \| \| 6e \| Frederik Backaert \| Belgique \| Wanty-Groupe Gobert \| + 10 s \| \| 7e \| Kevin Deltombe \| Belgique \| Sport Vlaanderen-Baloise \| + 10 s \| \| 8e \| Romain Cardis \| France \| Direct Énergie \| + 10 s \| \| 9e \| Fabio Aru \| Italie \| UAE Team Emirates \| + 10 s \| \| 10e \| Tiago Machado \| Portugal \| Katusha-Alpecin \| + 10 s \| |                        |          |                          |                 |
| |                        |          |                          |                 |
| Source : ProCyclingStats |                        |          |                          |                 |
| Classement général |                        |          |                          |                 |
| Coureur | Coureur                | Pays     | Équipe                   | Temps           |
| 1er | Tim Wellens            | Belgique | Lotto-Soudal             | 8 h 32 min 43 s |
| 2e | Pieter Serry           | Belgique | Quick-Step Floors        | + 4 s           |
| 3e | Quentin Pacher         | France   | Vital Concept            | + 6 s           |
| 4e | Viatcheslav Kouznetsov | Russie   | Katusha-Alpecin          | + 10 s          |
| 5e | Jhonatan Narváez       | Équateur | Quick-Step Floors        | + 10 s          |
| 6e | Frederik Backaert      | Belgique | Wanty-Groupe Gobert      | + 10 s          |
| 7e | Kevin Deltombe         | Belgique | Sport Vlaanderen-Baloise | + 10 s          |
| 8e | Romain Cardis          | France   | Direct Énergie           | + 10 s          |
| 9e | Fabio Aru              | Italie   | UAE Team Emirates        | + 10 s          |
| 10e | Tiago Machado          | Portugal | Katusha-Alpecin          | + 10 s          |

### 3eétape
| \| Classement de l'étape \| Classement de l'étape \| Classement de l'étape \| Classement de l'étape \| Classement de l'étape \| \| Coureur \| Coureur \| Pays \| Équipe \| Temps \| \| --------------------- \| --------------------- \| --------------------- \| ------------------------------ \| --------------------- \| \| 1er \| Odd Christian Eiking \| Norvège \| Wanty-Groupe Gobert \| 3 h 54 min 44 s \| \| 2e \| Quinten Hermans \| Belgique \| Telenet-Fidea Lions \| + 6 s \| \| 3e \| Lorrenzo Manzin \| France \| Vital Concept \| + 6 s \| \| 4e \| Jens Adams \| Belgique \| Pauwels Sauzen-Vastgoedservice \| + 6 s \| \| 5e \| Jhonatan Narváez \| Équateur \| Quick-Step Floors \| + 6 s \| \| 6e \| Pieter Serry \| Belgique \| Quick-Step Floors \| + 6 s \| \| 7e \| Michel Kreder \| Pays-Bas \| Aqua Blue Sport \| + 6 s \| \| 8e \| Tim Wellens \| Belgique \| Lotto-Soudal \| + 6 s \| \| 9e \| Romain Le Roux \| France \| Fortuneo-Samsic \| + 6 s \| \| 10e \| Nick van der Lijke \| Pays-Bas \| Roompot-Nederlandse Loterij \| + 6 s \| |                      |          |                                |                 |
| |                      |          |                                |                 |
| Source : ProCyclingStats |                      |          |                                |                 |
| Classement de l'étape |                      |          |                                |                 |
| Coureur | Coureur              | Pays     | Équipe                         | Temps           |
| 1er | Odd Christian Eiking | Norvège  | Wanty-Groupe Gobert            | 3 h 54 min 44 s |
| 2e | Quinten Hermans      | Belgique | Telenet-Fidea Lions            | + 6 s           |
| 3e | Lorrenzo Manzin      | France   | Vital Concept                  | + 6 s           |
| 4e | Jens Adams           | Belgique | Pauwels Sauzen-Vastgoedservice | + 6 s           |
| 5e | Jhonatan Narváez     | Équateur | Quick-Step Floors              | + 6 s           |
| 6e | Pieter Serry         | Belgique | Quick-Step Floors              | + 6 s           |
| 7e | Michel Kreder        | Pays-Bas | Aqua Blue Sport                | + 6 s           |
| 8e | Tim Wellens          | Belgique | Lotto-Soudal                   | + 6 s           |
| 9e | Romain Le Roux       | France   | Fortuneo-Samsic                | + 6 s           |
| 10e | Nick van der Lijke   | Pays-Bas | Roompot-Nederlandse Loterij    | + 6 s           |

| \| Classement général \| Classement général \| Classement général \| Classement général \| Classement général \| \| Coureur \| Coureur \| Pays \| Équipe \| Temps \| \| ------------------ \| ---------------------- \| ------------------ \| ------------------- \| ------------------ \| \| 1er \| Tim Wellens \| Belgique \| Lotto-Soudal \| 12 h 27 min 33 s \| \| 2e \| Pieter Serry \| Belgique \| Quick-Step Floors \| + 4 s \| \| 3e \| Quentin Pacher \| France \| Vital Concept \| + 6 s \| \| 4e \| Quinten Hermans \| Belgique \| Telenet-Fidea Lions \| + 7 s \| \| 5e \| Viatcheslav Kouznetsov \| Russie \| Katusha-Alpecin \| + 10 s \| \| 6e \| Jhonatan Narváez \| Équateur \| Quick-Step Floors \| + 10 s \| \| 7e \| Frederik Backaert \| Belgique \| Wanty-Groupe Gobert \| + 10 s \| \| 8e \| Fabio Aru \| Italie \| UAE Team Emirates \| + 10 s \| \| 9e \| Tiago Machado \| Portugal \| Katusha-Alpecin \| + 10 s \| \| 10e \| James Knox \| Royaume-Uni \| Quick-Step Floors \| + 10 s \| |                        |             |                     |                  |
| |                        |             |                     |                  |
| Source : ProCyclingStats |                        |             |                     |                  |
| Classement général |                        |             |                     |                  |
| Coureur | Coureur                | Pays        | Équipe              | Temps            |
| 1er | Tim Wellens            | Belgique    | Lotto-Soudal        | 12 h 27 min 33 s |
| 2e | Pieter Serry           | Belgique    | Quick-Step Floors   | + 4 s            |
| 3e | Quentin Pacher         | France      | Vital Concept       | + 6 s            |
| 4e | Quinten Hermans        | Belgique    | Telenet-Fidea Lions | + 7 s            |
| 5e | Viatcheslav Kouznetsov | Russie      | Katusha-Alpecin     | + 10 s           |
| 6e | Jhonatan Narváez       | Équateur    | Quick-Step Floors   | + 10 s           |
| 7e | Frederik Backaert      | Belgique    | Wanty-Groupe Gobert | + 10 s           |
| 8e | Fabio Aru              | Italie      | UAE Team Emirates   | + 10 s           |
| 9e | Tiago Machado          | Portugal    | Katusha-Alpecin     | + 10 s           |
| 10e | James Knox             | Royaume-Uni | Quick-Step Floors   | + 10 s           |

### 4eétape
| \| Classement de l'étape \| Classement de l'étape \| Classement de l'étape \| Classement de l'étape \| Classement de l'étape \| \| Coureur \| Coureur \| Pays \| Équipe \| Temps \| \| --------------------- \| --------------------- \| --------------------- \| --------------------------- \| --------------------- \| \| 1er \| Quinten Hermans \| Belgique \| Telenet-Fidea Lions \| 3 h 46 min 58 s \| \| 2e \| Lorrenzo Manzin \| France \| Vital Concept \| + 0 s \| \| 3e \| Romain Cardis \| France \| Direct Énergie \| + 0 s \| \| 4e \| Pieter Serry \| Belgique \| Quick-Step Floors \| + 0 s \| \| 5e \| Edward Planckaert \| Belgique \| Sport Vlaanderen-Baloise \| + 0 s \| \| 6e \| Huub Duyn \| Pays-Bas \| Verandas Willems-Crelan \| + 0 s \| \| 7e \| Nick van der Lijke \| Pays-Bas \| Roompot-Nederlandse Loterij \| + 0 s \| \| 8e \| Dorian Godon \| France \| Cofidis, Solutions Crédits \| + 0 s \| \| 9e \| Kevin Deltombe \| Belgique \| Sport Vlaanderen-Baloise \| + 0 s \| \| 10e \| Floris Gerts \| Pays-Bas \| Roompot-Nederlandse Loterij \| + 0 s \| |                    |          |                             |                 |
| |                    |          |                             |                 |
| Source : ProCyclingStats |                    |          |                             |                 |
| Classement de l'étape |                    |          |                             |                 |
| Coureur | Coureur            | Pays     | Équipe                      | Temps           |
| 1er | Quinten Hermans    | Belgique | Telenet-Fidea Lions         | 3 h 46 min 58 s |
| 2e | Lorrenzo Manzin    | France   | Vital Concept               | + 0 s           |
| 3e | Romain Cardis      | France   | Direct Énergie              | + 0 s           |
| 4e | Pieter Serry       | Belgique | Quick-Step Floors           | + 0 s           |
| 5e | Edward Planckaert  | Belgique | Sport Vlaanderen-Baloise    | + 0 s           |
| 6e | Huub Duyn          | Pays-Bas | Verandas Willems-Crelan     | + 0 s           |
| 7e | Nick van der Lijke | Pays-Bas | Roompot-Nederlandse Loterij | + 0 s           |
| 8e | Dorian Godon       | France   | Cofidis, Solutions Crédits  | + 0 s           |
| 9e | Kevin Deltombe     | Belgique | Sport Vlaanderen-Baloise    | + 0 s           |
| 10e | Floris Gerts       | Pays-Bas | Roompot-Nederlandse Loterij | + 0 s           |

| \| Classement général \| Classement général \| Classement général \| Classement général \| Classement général \| \| Coureur \| Coureur \| Pays \| Équipe \| Temps \| \| ------------------ \| ---------------------- \| ------------------ \| ------------------- \| ------------------ \| \| 1er \| Quinten Hermans \| Belgique \| Telenet-Fidea Lions \| 16 h 14 min 28 s \| \| 2e \| Tim Wellens \| Belgique \| Lotto-Soudal \| + 3 s \| \| 3e \| Pieter Serry \| Belgique \| Quick-Step Floors \| + 7 s \| \| 4e \| Quentin Pacher \| France \| Vital Concept \| + 9 s \| \| 5e \| Jhonatan Narváez \| Équateur \| Quick-Step Floors \| + 13 s \| \| 6e \| Viatcheslav Kouznetsov \| Russie \| Katusha-Alpecin \| + 13 s \| \| 7e \| Lorrenzo Manzin \| France \| Vital Concept \| + 13 s \| \| 8e \| Frederik Backaert \| Belgique \| Wanty-Groupe Gobert \| + 13 s \| \| 9e \| Fabio Aru \| Italie \| UAE Team Emirates \| + 13 s \| \| 10e \| Tiago Machado \| Portugal \| Katusha-Alpecin \| + 13 s \| |                        |          |                     |                  |
| |                        |          |                     |                  |
| Source : ProCyclingStats |                        |          |                     |                  |
| Classement général |                        |          |                     |                  |
| Coureur | Coureur                | Pays     | Équipe              | Temps            |
| 1er | Quinten Hermans        | Belgique | Telenet-Fidea Lions | 16 h 14 min 28 s |
| 2e | Tim Wellens            | Belgique | Lotto-Soudal        | + 3 s            |
| 3e | Pieter Serry           | Belgique | Quick-Step Floors   | + 7 s            |
| 4e | Quentin Pacher         | France   | Vital Concept       | + 9 s            |
| 5e | Jhonatan Narváez       | Équateur | Quick-Step Floors   | + 13 s           |
| 6e | Viatcheslav Kouznetsov | Russie   | Katusha-Alpecin     | + 13 s           |
| 7e | Lorrenzo Manzin        | France   | Vital Concept       | + 13 s           |
| 8e | Frederik Backaert      | Belgique | Wanty-Groupe Gobert | + 13 s           |
| 9e | Fabio Aru              | Italie   | UAE Team Emirates   | + 13 s           |
| 10e | Tiago Machado          | Portugal | Katusha-Alpecin     | + 13 s           |

### 5eétape
Une échappée de onze coureurs est reprise dans les vingt derniers kilomètres, au moment où Cavagna attaque et maintient une petite avance mais se fait rejoindre dans les deux derniers kilomètres. Le sprint est remporté par Debusschere.
Tim Wellens reprend la tête du général grâce à une bonification de trois secondes.
| \| Classement de l'étape \| Classement de l'étape \| Classement de l'étape \| Classement de l'étape \| Classement de l'étape \| \| Coureur \| Coureur \| Pays \| Équipe \| Temps \| \| --------------------- \| --------------------- \| --------------------- \| ---------------------------- \| --------------------- \| \| 1er \| Jens Debusschere \| Belgique \| Lotto-Soudal \| 4 h 07 min 58 s \| \| 2e \| Álvaro Hodeg \| Colombie \| Quick-Step Floors \| + 0 s \| \| 3e \| Ryan Gibbons \| Afrique du Sud \| Dimension Data \| + 0 s \| \| 4e \| Quinten Hermans \| Belgique \| Telenet-Fidea Lions \| + 0 s \| \| 5e \| Bram Welten \| Pays-Bas \| Fortuneo-Samsic \| + 0 s \| \| 6e \| Edward Planckaert \| Belgique \| Sport Vlaanderen-Baloise \| + 0 s \| \| 7e \| Hugo Hofstetter \| France \| Cofidis, Solutions Crédits \| + 0 s \| \| 8e \| Kenny Dehaes \| Belgique \| WB-Aqua Protect-Veranclassic \| + 0 s \| \| 9e \| Daniel Hoelgaard \| Norvège \| Groupama-FDJ \| + 0 s \| \| 10e \| Romain Cardis \| France \| Direct Énergie \| + 0 s \| |                   |                |                              |                 |
| |                   |                |                              |                 |
| Source : ProCyclingStats |                   |                |                              |                 |
| Classement de l'étape |                   |                |                              |                 |
| Coureur | Coureur           | Pays           | Équipe                       | Temps           |
| 1er | Jens Debusschere  | Belgique       | Lotto-Soudal                 | 4 h 07 min 58 s |
| 2e | Álvaro Hodeg      | Colombie       | Quick-Step Floors            | + 0 s           |
| 3e | Ryan Gibbons      | Afrique du Sud | Dimension Data               | + 0 s           |
| 4e | Quinten Hermans   | Belgique       | Telenet-Fidea Lions          | + 0 s           |
| 5e | Bram Welten       | Pays-Bas       | Fortuneo-Samsic              | + 0 s           |
| 6e | Edward Planckaert | Belgique       | Sport Vlaanderen-Baloise     | + 0 s           |
| 7e | Hugo Hofstetter   | France         | Cofidis, Solutions Crédits   | + 0 s           |
| 8e | Kenny Dehaes      | Belgique       | WB-Aqua Protect-Veranclassic | + 0 s           |
| 9e | Daniel Hoelgaard  | Norvège        | Groupama-FDJ                 | + 0 s           |
| 10e | Romain Cardis     | France         | Direct Énergie               | + 0 s           |

## Classements finals

### Classement général final
| \| Classement général \| Classement général \| Classement général \| Classement général \| Classement général \| \| Coureur \| Coureur \| Pays \| Équipe \| Temps \| \| ------------------ \| ---------------------- \| ------------------ \| ------------------- \| ------------------ \| \| 1er \| Tim Wellens \| Belgique \| Lotto-Soudal \| 20 h 22 min 26 s \| \| 2e \| Quinten Hermans \| Belgique \| Telenet-Fidea Lions \| + 0 s \| \| 3e \| Pieter Serry \| Belgique \| Quick-Step Floors \| + 7 s \| \| 4e \| Quentin Pacher \| France \| Vital Concept \| + 9 s \| \| 5e \| Jhonatan Narváez \| Équateur \| Quick-Step Floors \| + 11 s \| \| 6e \| James Knox \| Royaume-Uni \| Quick-Step Floors \| + 12 s \| \| 7e \| Viatcheslav Kouznetsov \| Russie \| Katusha-Alpecin \| + 13 s \| \| 8e \| Lorrenzo Manzin \| France \| Vital Concept \| + 13 s \| \| 9e \| Frederik Backaert \| Belgique \| Wanty-Groupe Gobert \| + 13 s \| \| 10e \| Fabio Aru \| Italie \| UAE Team Emirates \| + 13 s \| |                        |             |                     |                  |
| |                        |             |                     |                  |
| Source : ProCyclingStats |                        |             |                     |                  |
| Classement général |                        |             |                     |                  |
| Coureur | Coureur                | Pays        | Équipe              | Temps            |
| 1er | Tim Wellens            | Belgique    | Lotto-Soudal        | 20 h 22 min 26 s |
| 2e | Quinten Hermans        | Belgique    | Telenet-Fidea Lions | + 0 s            |
| 3e | Pieter Serry           | Belgique    | Quick-Step Floors   | + 7 s            |
| 4e | Quentin Pacher         | France      | Vital Concept       | + 9 s            |
| 5e | Jhonatan Narváez       | Équateur    | Quick-Step Floors   | + 11 s           |
| 6e | James Knox             | Royaume-Uni | Quick-Step Floors   | + 12 s           |
| 7e | Viatcheslav Kouznetsov | Russie      | Katusha-Alpecin     | + 13 s           |
| 8e | Lorrenzo Manzin        | France      | Vital Concept       | + 13 s           |
| 9e | Frederik Backaert      | Belgique    | Wanty-Groupe Gobert | + 13 s           |
| 10e | Fabio Aru              | Italie      | UAE Team Emirates   | + 13 s           |

### Classements annexes
| Classement par points | Classement par points | Classement par points | Classement par points      | Classement par points |
| Coureur               | Coureur               | Pays                  | Équipe                     | Points                |
| --------------------- | --------------------- | --------------------- | -------------------------- | --------------------- |
| 1er                   | Quinten Hermans       | Belgique              | Telenet-Fidea Lions        | 55 pts                |
| 2e                    | Romain Cardis         | France                | Direct Énergie             | 41 pts                |
| 3e                    | Pieter Serry          | Belgique              | Quick-Step Floors          | 36 pts                |
| 4e                    | Lorrenzo Manzin       | France                | Vital Concept              | 35 pts                |
| 5e                    | Odd Christian Eiking  | Norvège               | Wanty-Groupe Gobert        | 33 pts                |
| 6e                    | Edward Planckaert     | Belgique              | Sport Vlaanderen-Baloise   | 29 pts                |
| 7e                    | Tim Wellens           | Belgique              | Lotto-Soudal               | 28 pts                |
| 8e                    | Jens Debusschere      | Belgique              | Lotto-Soudal               | 25 pts                |
| 9e                    | Michael Van Staeyen   | Belgique              | Cofidis, Solutions Crédits | 20 pts                |
| 10e                   | Álvaro Hodeg          | Colombie              | Quick-Step Floors          | 20 pts                |

| Classement par points | Classement par points | Classement par points | Classement par points      | Classement par points |
| Coureur               | Coureur               | Pays                  | Équipe                     | Points                |
| --------------------- | --------------------- | --------------------- | -------------------------- | --------------------- |
| 1er                   | Quinten Hermans       | Belgique              | Telenet-Fidea Lions        | 55 pts                |
| 2e                    | Romain Cardis         | France                | Direct Énergie             | 41 pts                |
| 3e                    | Pieter Serry          | Belgique              | Quick-Step Floors          | 36 pts                |
| 4e                    | Lorrenzo Manzin       | France                | Vital Concept              | 35 pts                |
| 5e                    | Odd Christian Eiking  | Norvège               | Wanty-Groupe Gobert        | 33 pts                |
| 6e                    | Edward Planckaert     | Belgique              | Sport Vlaanderen-Baloise   | 29 pts                |
| 7e                    | Tim Wellens           | Belgique              | Lotto-Soudal               | 28 pts                |
| 8e                    | Jens Debusschere      | Belgique              | Lotto-Soudal               | 25 pts                |
| 9e                    | Michael Van Staeyen   | Belgique              | Cofidis, Solutions Crédits | 20 pts                |
| 10e                   | Álvaro Hodeg          | Colombie              | Quick-Step Floors          | 20 pts                |

| Classement de la montagne | Classement de la montagne | Classement de la montagne | Classement de la montagne    | Classement de la montagne |
| Coureur                   | Coureur                   | Pays                      | Équipe                       | Points                    |
| ------------------------- | ------------------------- | ------------------------- | ---------------------------- | ------------------------- |
| 1er                       | Nicolas Cleppe            | Belgique                  | Telenet-Fidea Lions          | 46 pts                    |
| 2e                        | Tim Wellens               | Belgique                  | Lotto-Soudal                 | 40 pts                    |
| 3e                        | Alex Kirsch               | Luxembourg                | WB-Aqua Protect-Veranclassic | 34 pts                    |
| 4e                        | Kasper Asgreen            | Danemark                  | Quick-Step Floors            | 34 pts                    |
| 5e                        | Thomas Sprengers          | Belgique                  | Sport Vlaanderen-Baloise     | 24 pts                    |
| 6e                        | Etienne van Empel         | Pays-Bas                  | Roompot-Nederlandse Loterij  | 22 pts                    |
| 7e                        | Lars van der Haar         | Pays-Bas                  | Telenet-Fidea Lions          | 20 pts                    |
| 8e                        | Jhonatan Narváez          | Équateur                  | Quick-Step Floors            | 20 pts                    |
| 9e                        | Quinten Hermans           | Belgique                  | Telenet-Fidea Lions          | 18 pts                    |
| 10e                       | James Knox                | Royaume-Uni               | Quick-Step Floors            | 18 pts                    |

| Classement de la montagne | Classement de la montagne | Classement de la montagne | Classement de la montagne    | Classement de la montagne |
| Coureur                   | Coureur                   | Pays                      | Équipe                       | Points                    |
| ------------------------- | ------------------------- | ------------------------- | ---------------------------- | ------------------------- |
| 1er                       | Nicolas Cleppe            | Belgique                  | Telenet-Fidea Lions          | 46 pts                    |
| 2e                        | Tim Wellens               | Belgique                  | Lotto-Soudal                 | 40 pts                    |
| 3e                        | Alex Kirsch               | Luxembourg                | WB-Aqua Protect-Veranclassic | 34 pts                    |
| 4e                        | Kasper Asgreen            | Danemark                  | Quick-Step Floors            | 34 pts                    |
| 5e                        | Thomas Sprengers          | Belgique                  | Sport Vlaanderen-Baloise     | 24 pts                    |
| 6e                        | Etienne van Empel         | Pays-Bas                  | Roompot-Nederlandse Loterij  | 22 pts                    |
| 7e                        | Lars van der Haar         | Pays-Bas                  | Telenet-Fidea Lions          | 20 pts                    |
| 8e                        | Jhonatan Narváez          | Équateur                  | Quick-Step Floors            | 20 pts                    |
| 9e                        | Quinten Hermans           | Belgique                  | Telenet-Fidea Lions          | 18 pts                    |
| 10e                       | James Knox                | Royaume-Uni               | Quick-Step Floors            | 18 pts                    |

| Classement des sprints | Classement des sprints | Classement des sprints | Classement des sprints       | Classement des sprints |
| Coureur                | Coureur                | Pays                   | Équipe                       | Points                 |
| ---------------------- | ---------------------- | ---------------------- | ---------------------------- | ---------------------- |
| 1er                    | Edward Planckaert      | Belgique               | Sport Vlaanderen-Baloise     | 25 pts                 |
| 2e                     | Kasper Asgreen         | Danemark               | Quick-Step Floors            | 15 pts                 |
| 3e                     | Lionel Taminiaux       | Belgique               | AGO-Aqua Service             | 15 pts                 |
| 4e                     | Alex Kirsch            | Luxembourg             | WB-Aqua Protect-Veranclassic | 14 pts                 |
| 5e                     | Quinten Hermans        | Belgique               | Telenet-Fidea Lions          | 11 pts                 |
| 6e                     | Nicolas Cleppe         | Belgique               | Telenet-Fidea Lions          | 9 pts                  |
| 7e                     | Jhonatan Restrepo      | Colombie               | Katusha-Alpecin              | 6 pts                  |
| 8e                     | Tim Wellens            | Belgique               | Lotto-Soudal                 | 5 pts                  |
| 9e                     | Huub Duyn              | Pays-Bas               | Verandas Willems-Crelan      | 5 pts                  |
| 10e                    | Jhonatan Narváez       | Équateur               | Quick-Step Floors            | 3 pts                  |

| Classement des sprints | Classement des sprints | Classement des sprints | Classement des sprints       | Classement des sprints |
| Coureur                | Coureur                | Pays                   | Équipe                       | Points                 |
| ---------------------- | ---------------------- | ---------------------- | ---------------------------- | ---------------------- |
| 1er                    | Edward Planckaert      | Belgique               | Sport Vlaanderen-Baloise     | 25 pts                 |
| 2e                     | Kasper Asgreen         | Danemark               | Quick-Step Floors            | 15 pts                 |
| 3e                     | Lionel Taminiaux       | Belgique               | AGO-Aqua Service             | 15 pts                 |
| 4e                     | Alex Kirsch            | Luxembourg             | WB-Aqua Protect-Veranclassic | 14 pts                 |
| 5e                     | Quinten Hermans        | Belgique               | Telenet-Fidea Lions          | 11 pts                 |
| 6e                     | Nicolas Cleppe         | Belgique               | Telenet-Fidea Lions          | 9 pts                  |
| 7e                     | Jhonatan Restrepo      | Colombie               | Katusha-Alpecin              | 6 pts                  |
| 8e                     | Tim Wellens            | Belgique               | Lotto-Soudal                 | 5 pts                  |
| 9e                     | Huub Duyn              | Pays-Bas               | Verandas Willems-Crelan      | 5 pts                  |
| 10e                    | Jhonatan Narváez       | Équateur               | Quick-Step Floors            | 3 pts                  |

| Classement du meilleur jeune | Classement du meilleur jeune | Classement du meilleur jeune | Classement du meilleur jeune | Classement du meilleur jeune |
| Coureur                      | Coureur                      | Pays                         | Équipe                       | Temps                        |
| ---------------------------- | ---------------------------- | ---------------------------- | ---------------------------- | ---------------------------- |
| 1er                          | Quinten Hermans              | Belgique                     | Telenet-Fidea Lions          | 20 h 22 min 26 s             |
| 2e                           | Jhonatan Narváez             | Équateur                     | Quick-Step Floors            | + 11 s                       |
| 3e                           | James Knox                   | Royaume-Uni                  | Quick-Step Floors            | + 12 s                       |
| 4e                           | Valentin Madouas             | France                       | Groupama-FDJ                 | + 23 s                       |
| 5e                           | Patrick Müller               | Suisse                       | Vital Concept                | + 23 s                       |
| 6e                           | Edward Planckaert            | Belgique                     | Sport Vlaanderen-Baloise     | + 53 s                       |
| 7e                           | Tom Wirtgen                  | Luxembourg                   | AGO-Aqua Service             | + 1 min 36 s                 |
| 8e                           | Eddie Dunbar                 | Irlande                      | Aqua Blue Sport              | + 4 min 09 s                 |
| 9e                           | Aleksandr Riabushenko        | Biélorussie                  | UAE Team Emirates            | + 6 min 21 s                 |
| 10e                          | Martijn Budding              | Pays-Bas                     | Roompot-Nederlandse Loterij  | + 7 min 52 s                 |

| Classement du meilleur jeune | Classement du meilleur jeune | Classement du meilleur jeune | Classement du meilleur jeune | Classement du meilleur jeune |
| Coureur                      | Coureur                      | Pays                         | Équipe                       | Temps                        |
| ---------------------------- | ---------------------------- | ---------------------------- | ---------------------------- | ---------------------------- |
| 1er                          | Quinten Hermans              | Belgique                     | Telenet-Fidea Lions          | 20 h 22 min 26 s             |
| 2e                           | Jhonatan Narváez             | Équateur                     | Quick-Step Floors            | + 11 s                       |
| 3e                           | James Knox                   | Royaume-Uni                  | Quick-Step Floors            | + 12 s                       |
| 4e                           | Valentin Madouas             | France                       | Groupama-FDJ                 | + 23 s                       |
| 5e                           | Patrick Müller               | Suisse                       | Vital Concept                | + 23 s                       |
| 6e                           | Edward Planckaert            | Belgique                     | Sport Vlaanderen-Baloise     | + 53 s                       |
| 7e                           | Tom Wirtgen                  | Luxembourg                   | AGO-Aqua Service             | + 1 min 36 s                 |
| 8e                           | Eddie Dunbar                 | Irlande                      | Aqua Blue Sport              | + 4 min 09 s                 |
| 9e                           | Aleksandr Riabushenko        | Biélorussie                  | UAE Team Emirates            | + 6 min 21 s                 |
| 10e                          | Martijn Budding              | Pays-Bas                     | Roompot-Nederlandse Loterij  | + 7 min 52 s                 |

| Classement par équipes | Classement par équipes      | Classement par équipes | Classement par équipes |
| Équipe                 | Équipe                      | Pays                   | Temps                  |
| ---------------------- | --------------------------- | ---------------------- | ---------------------- |
| 1re                    | Quick-Step Floors           | Belgique               | 61 h 07 min 57 s       |
| 2e                     | Katusha-Alpecin             | Suisse                 | + 10 s                 |
| 3e                     | Vital Concept               | France                 | + 20 s                 |
| 4e                     | Roompot-Nederlandse Loterij | Pays-Bas               | + 30 s                 |
| 5e                     | Wanty-Groupe Gobert         | Belgique               | + 53 s                 |
| 6e                     | Sport Vlaanderen-Baloise    | Belgique               | + 1 min 58 s           |
| 7e                     | Vérandas Willems-Crelan     | Belgique               | + 2 min 21 s           |
| 8e                     | Dimension Data              | Afrique du Sud         | + 3 min 17 s           |
| 9e                     | UAE Team Emirates           | Émirats arabes unis    | + 4 min 06 s           |
| 10e                    | Aqua Blue Sport             | Irlande                | + 5 min 05 s           |

| Classement par équipes | Classement par équipes      | Classement par équipes | Classement par équipes |
| Équipe                 | Équipe                      | Pays                   | Temps                  |
| ---------------------- | --------------------------- | ---------------------- | ---------------------- |
| 1re                    | Quick-Step Floors           | Belgique               | 61 h 07 min 57 s       |
| 2e                     | Katusha-Alpecin             | Suisse                 | + 10 s                 |
| 3e                     | Vital Concept               | France                 | + 20 s                 |
| 4e                     | Roompot-Nederlandse Loterij | Pays-Bas               | + 30 s                 |
| 5e                     | Wanty-Groupe Gobert         | Belgique               | + 53 s                 |
| 6e                     | Sport Vlaanderen-Baloise    | Belgique               | + 1 min 58 s           |
| 7e                     | Vérandas Willems-Crelan     | Belgique               | + 2 min 21 s           |
| 8e                     | Dimension Data              | Afrique du Sud         | + 3 min 17 s           |
| 9e                     | UAE Team Emirates           | Émirats arabes unis    | + 4 min 06 s           |
| 10e                    | Aqua Blue Sport             | Irlande                | + 5 min 05 s           |

### UCI Europe Tour
| Position,          | 1er | 2e  | 3e  | 4e  | 5e | 6e | 7e | 8e | 9e | 10e | 11e | 12e | 13e | 14e | 15e | 16e à 30e | 31e à 40e |
| Classement général | 200 | 150 | 125 | 100 | 85 | 70 | 60 | 50 | 40 | 35  | 30  | 25  | 20  | 15  | 10  | 5         | 3         |
| Par étape          | 20  | 10  | 5   |     |    |    |    |    |    |     |     |     |     |     |     |           |           |
| Leader, par étape  | 5   |     |     |     |    |    |    |    |    |     |     |     |     |     |     |           |           |

## Évolution des classements
| Étape              | Vainqueur            | Classement général | Classement par points | Classement de la montagne | Classement des sprints | Classement du meilleur jeune | Classement par équipes |
| ------------------ | -------------------- | ------------------ | --------------------- | ------------------------- | ---------------------- | ---------------------------- | ---------------------- |
| 1                  | Romain Cardis        | Romain Cardis      | Romain Cardis         | Quinten Hermans           | Lionel Taminiaux       | Quinten Hermans              | Cofidis                |
| 2                  | Tim Wellens          | Tim Wellens        | Tim Wellens           | Nicolas Cleppe            | Kasper Asgreen         | Jhonatan Narváez             | Quick-Step Floors      |
| 3                  | Odd Christian Eiking | Tim Wellens        | Odd Christian Eiking  | Nicolas Cleppe            | Edward Planckaert      | Odd Christian Eiking         | Quick-Step Floors      |
| 4                  | Quinten Hermans      | Quinten Hermans    | Quinten Hermans       | Nicolas Cleppe            | Edward Planckaert      | Quinten Hermans              | Quick-Step Floors      |
| 5                  | Jens Debusschere     | Tim Wellens        | Quinten Hermans       | Nicolas Cleppe            | Edward Planckaert      | Quinten Hermans              | Quick-Step Floors      |
| Classements finals | Classements finals   | Tim Wellens        | Quinten Hermans       | Nicolas Cleppe            | Edward Planckaert      | Quinten Hermans              | Quick-Step Floors      |